# Live at Roseland: Elements of 4
Live at Roseland: Elements of 4 è un album video della cantante statunitense Beyoncé, pubblicato il 21 novembre 2011 su etichetta Columbia Records. il DVD racconta dei concerti che si tennero al Roseland Ballroom, New York, il 19 agosto 2011, durante la promozione del quarto album in studio della cantante, 4. il 25 novembre è uscita la deluxe edition, Live at Roseland: Elements of 4 che oltre al concerto contiene un dietro le quinte, un Video Anthology con i 7 videoclip dei singoli estratti dall'album e un book-let di 20 pagine; la versione standard, Live at Roseland è uscita il 21 novembre soltanto per la catena Walmart.

## Background
Live at Roseland, e la sua versione deluxe, sono stati diretti da Beyoncé, Ed Burke e Anthony Green e sono stati prodotti dalla cantante. Il DVD contiene le performance delle serate di 4 Intimate Nights with Beyoncé che si tennero al "Roseland Ballroom" di New York City nel mese di agosto 2011. Durante queste serate, la cantante si esibì con l'intera tracklist di 4 e con una storia della sua carriera discografica, partendo dagli anni con le Destiny's Child fino ad arrivare a Single Ladies (Put a Ring on It), estratto del suo terzo album in studio.
Live at Roseland: Elements of 4 contiene inoltre filmati inediti della carriera e della vita privata di Beyoncé: dai filmati risalenti alle performance con le Destiny's Child, ai parties e ai viaggi con la famiglia, un inedito video con l'esibizione di prova di 1+1 nel backstage di American Idol, girato dal marito Jay-Z e un video di pochi secondi che mostra l'abito da sposa della cantante.

## Tracce

### DVD1:The Journey B 4...
1. Intro – 1:54
2. I Wanna Be Where You Are – 2:37
3. No, No, No (Part I) – 1:30
4. No, No, No (Part II) – 1:19
5. Bug a Boo – 0:32
6. Bills, Bills, Bills – 0:45
7. Say My Name – 0:46
8. Jumpin' Jumpin' – 0:30
9. Independent Women Part I – 2:27
10. Bootylicious – 1:50
11. Survivor – 2:16
12. '03 Bonnie & Clyde – 1:01
13. Crazy in Love – 6:01
14. Dreamgirls – 1:02
15. Irreplaceable – 2:02
16. Single Ladies (Put a Ring on It) – 3:34

Durata totale: 30:06

### DVD2:4
1. I Care – 4:05
2. I Miss You – 3:23
3. Run the World (Girls) – 2:55
4. 1+1 – 5:37
5. Party – 3:09
6. Love on Top – 4:22
7. Best Thing I Never Had – 5:12
8. Countdown – 3:10
9. Rather Die Young – 3:44
10. End of Time – 3:45
11. I Was Here – 8:46

Durata totale: 48:08

### Deluxe edition

#### DVD2:4
1. Roseland: Behind the Stage – 6:29

#### DVD3:Elements of 4
1. 1+1 – 4:27
2. Best Thing I Never Had (feat. J. Cole) – 4:13
3. Party – 3:40
4. Love on Top – 3:15
5. Countdown – 3:33
6. Run the World (Girls) – 4:55
7. Dance for You – 5:11
8. Beyoncé: Behind the Camera – 20:00

Durata totale: 49:14

## Collaboratori
Manageriali
- Produttore esecutivo - Beyoncé
- Direttori - Beyoncé, Ed Burke, Anthony Green